# 財物
財物（ざいぶつ）とは、刑法における法律用語であり、移転罪の客体である。定義に関しては争いがある。

## 概要

### 窃盗罪等
他人の財物を窃取した者には窃盗罪（刑法235条）が成立し、暴行又は脅迫を用いて他人の財物を強取した者には強盗罪（236条）が成立する等、移転罪（広義の奪取罪）において主要な行為の客体である。民法85条の「物」と同義で有体物であると解するのが通説であるが（有体物説）、刑法36章の罪に関しては、電気は財物とみなされることになっている（245条）。なお、大審院判例は財物につき可動性及び管理可能性があればよいとしていた（管理可能性説）が、これは245条が立法によって設置される以前の話であり、救済的な判決と考えられている。
財物の範囲に関しては、何らかの財産的価値があることが必要であるとされる一方で、本人にとってのみ価値がある物（感情的な意味合いでの価値で足りる）や、そもそも所有権の対象とならない禁制品も含まれると理解されている。人体や葬祭対象物についても争いがあり、特に臓器の財物性に関しては近年議論がさかんである。
窃盗罪等において、行為の客体となるのは「他人の財物」であり、自己の財物は原則としてこれに含まれないが、自己の財物であっても、他人が占有し、又は公務所の命令により他人が看守するものであるときは、この章の罪については、他人の財物とみなされる（242条、251条）。

### 賭博罪
賭博及び富くじに関する罪（刑法185 - 187条）における「財物」は、窃盗罪等とは定義が異なり、広く財産上の利益があれば対象を有体物に限らないとするのが通説である。このためオンラインゲームのアイテムなど有体物ではないものの場合も、リアルマネートレーディングのような形で財産上の利益を生む場合は「財物」に含まれる可能性がある。一方で、有体物であっても「一時の娯楽に供する物」（缶ジュースや食事など）については「財物」に含まれない。

## 律令法における財物
古代律令法においては、今日でいう動産の中でも簡単に移動可能なもの一般を指していた。条文においても主だったものについては具体的な品名が記されているものの、それ以外のものはひとくくりにして「財物」という表記を用いていた。また、奴婢・家畜などの生きているものも財物からは除外されていた。
「奴婢雑畜田宅及余財物」（雑令・家長在条）、「私財物奴婢畜産之類〈碾磑邸店庄宅車船〉」（賊盗律・貿易条及び同条疏）、「園宅財物」（僧尼令・不得私畜条）などの形で用いられており、財産的な価値があるものから、土地（田畑・宅地）・家・車・船・碾磑（水力で動かす巨大な臼）・家畜・奴婢などの具体的なものとともに「財物」が併記されており、上記に挙げられたもの以外を指したのが「財物」であったと考えられている。